# Magyar Alkotóművészeti Közalapítvány
Magyar Alkotóművészeti Közalapítvány (MAK) 1992-ben alapítványi, majd 1994-ben közalapítványi formában működő szervezet volt, melyet 2012-ben szüntettek meg. Jogelődje a Magyar Népköztársaság Művészeti Alapja (MNMA) (Budapest V. ker., Báthori utca 10.) volt, vagyonát és feladatait a 2011-ben létrehozott MANK Nonprofit Kft. vette át.

## Története
A Magyar Alkotóművészeti Közalapítvány jogelődje, a Magyar Népköztársaság Művészeti Alapja úgy jött létre, hogy az 1952-ben alakult Képzőművészeti Alap az Irodalmi- és Zenei Alappal egyesült, majd 1968-tól a Magyar Népköztársaság Művészeti Alapja (MNMA) (Budapest V. ker., Báthori utca 10.) volt a neve (röviden Művészeti Alapnak nevezték).

## Feladatköre, szervezete
Az alkotóművészek jogvédelme, anyagi juttatások (alkotói munkaelőleg, ösztöndíj, segély, nyugdíj) folyósítása. Kollektív műtermek és alkotóházak (Zsennye, Szigliget, Kecskemét, Hódmezővásárhely, Szolnok, Galyatető stb.) fenntartása.
1952-től 1983-ig vállalatokat is működtetett: Képzőművészeti Alap Kiadó (KAK), Iparművészeti Vállalat, Képzőművészeti Kivitelező- és Iparvállalat, Képcsarnok, GENERALART. 1983-ban MNMA mint vállalatokat üzemeltető közalapítvány államosítva lett, költségvetési intézménnyé vált, a vállalatok által termelt jövedelem a központi költségvetésbe folyt be. Az MNMA mint költségvetési intézmény hozzájárult a Műcsarnok, a Képző- és Iparművészeti Lektorátus fenntartásához, s az éves úgynevezett milliós műtárgyvásárlások fedezetének biztosításához.
1986-ban megszűnt a Képzőművészeti Kivitelező Vállalat, s megszűnt az egyedül a Képzőművészeti Alap Kiadó által kiadható képes levelezőlapok forgalmazásának terjesztési monopóliuma.
A rendszerváltás után az MNMA vagyona egyben maradt, nem az államé, hanem a művészek oszthatatlan tulajdona lett, e vagyon működtetésére létrehozta a Magyar Alkotóművészek Országos Egyesülete (MAOE) 1994-ben a Magyar Alkotóművészeti Közalapítványt. Az Iparművészeti Vállalat átszervezéséből 39 kft. jött létre. A Képcsarnok Vállalatnak számos budapesti és vidéki galériája volt.